# Leucothyreus alvarengai
Leucothyreus alvarengai är en skalbaggsart som beskrevs av Frey 1976. Leucothyreus alvarengai ingår i släktet Leucothyreus och familjen Rutelidae. Inga underarter finns listade i Catalogue of Life.